# 763 Cupido
763 Cupido este un asteroid din centura principală, descoperit pe 25 septembrie 1913, de Franz Kaiser.